# تشيكاو أوتسكا
تشيكاو أوتسكا (大塚周夫 أوتسكا تشيكاو)؛ (5 يوليو 1929 - 15 يناير 2015)، ممثل ياباني.

## وفاته
توفي من مرض القلب التاجي.

## أدواره في الأنمي

### مسلسلات أنمي تلفزيونية
- سونيك X - د. إغمان
- ون بيس - غولد روجر
- أبطال الديجيتال الجزء الأول - طنبور، جنجل
- غيغيغي نو كيتارو (1968) - نيزومي أوتوكو
- غيغيغي نو كيتارو (1971) - نيزومي أوتوكو
- هاكابا كيتارو - نيزومي أوتوكو
- سبايدر رايدرز - البطل كويك
- تسوباسا كرونيكل - زعيم القرية
- دراغون بول - تاوبايباي
- البدلة المتنقلة جاندام 00 - إيوليا شنبرغ
- وولفز راين - مالك المتجر
- إل كازادور - إنريكيه
- ذا بيغ أو - روسكو فيتزجيرالد
- حفيد نوراريهيون - نوراريهيون
- حفيد نوراريهيون: عاصمة العفاريت - نوراريهيون
- بي بليد - جد منصور
- البؤساء: الفتاة كوزيت - الأسقف ميريل
- كاوبوي بيبوب - دكتور لونديس
- نينتاما رانتارو - يامادا دينزو (الصوت الأول)
- شرلوك هولمز - موريارتي
- رازيفون - شوغو ريكودو
- فيوتشركارد باديفايت - والد درام

### أوفا أنمي
- مغامرة جوجو الغريبة - جوزيف جوستار
- أوشيو وتورا - تورا
- البدلة المتنقلة جاندام 0083 ستاردست ميموري - إيفار سينابس

### أفلام أنمي
- دراغون بول: المغامرة الغامضة - تاوبايباي
- فيلم ناروتو: صدام النينجا في أرض الثلج - المخرج ماكينو
- قرصان الفضاء كابتن هارلوك (فيلم 2013) - رئيس المجلس
- قبضة نجم الشمال - جاغي
- شرلوك هولمز - موريارتي
- فيلم نينتاما رانتارو - يامادا دينزو
- فيلم نينتاما رانتارو: فلينطلق جميع من في أكاديمية النينجوتسو! - يامادا دينزو
- رازيفون: التنوع التعددي - شوغو ريكودو
- فيلم بوكيمون 2000: قوة الإتحاد - توبياس

## أدواره في ألعاب الفيديو
- سلسلة ألعاب القنفذ سونيك (1998-2015) - د. إغمان
  - سونيك أدفنشر
  - سونيك أدفنشر 2
  - سونيك هيروز
  - القنفذ شادو
  - القنفذ سونيك (لعبة فيديو 2006)
  - سونيك أند ذا سيكريت رينغز - د. إغمان (الملك شهريار)
  - سونيك أنليشد
  - سونيك كولرز
  - سونيك جينيريشنز
  - سونيك لوست ورلد
- فاينل فانتسي XII - سيدولفوس ديم بونانزا
- سلسلة كينجدوم هارتس
  - كينجدوم هارتس - القبطان هوك
  - كينجدوم هارتس: تشين أوف ميموريز - القبطان هوك
  - كينجدوم هارتس: بيرث باي سليب - المعلم زيانورت
- تيلز أوف إكسيليا - ماكسويل
- تيلز أوف إكسيليا 2 - ماكسويل
- دراغون بول: ريفنج أوف كينغ بيكولو - تاوبايباي
- سلسلة تيكن
  - تيكن 5 - جينباتشي ميشيما
  - تيكن 5: دارك ريزوركشن - جينباتشي ميشيما
  - تيكن تاغ تورنمنت 2 - جينباتشي ميشيما
- أسوراز راث - كالرو
- بوشيدو بليد - أوتسوسيمي

## أدواره في الدبلجة اليابانية
- حكاية لعبة - هام
- حكاية لعبة 2 - هام
- حكاية لعبة 3 - هام
- الهدف - ماكس
- السقوط - أدولف هتلر
- السنافر - شرشبيل

## وصلات خارجية
- تشيكاو أوتسكا على موقع IMDb (الإنجليزية)
- تشيكاو أوتسكا على موقع ميوزك برينز (الإنجليزية)
- تشيكاو أوتسكا على موقع قاعدة بيانات الفيلم (الإنجليزية)
- تشيكاو أوتسكا على موقع ANN person (الإنجليزية)